# Corsa a cronometro (ciclismo su pista)

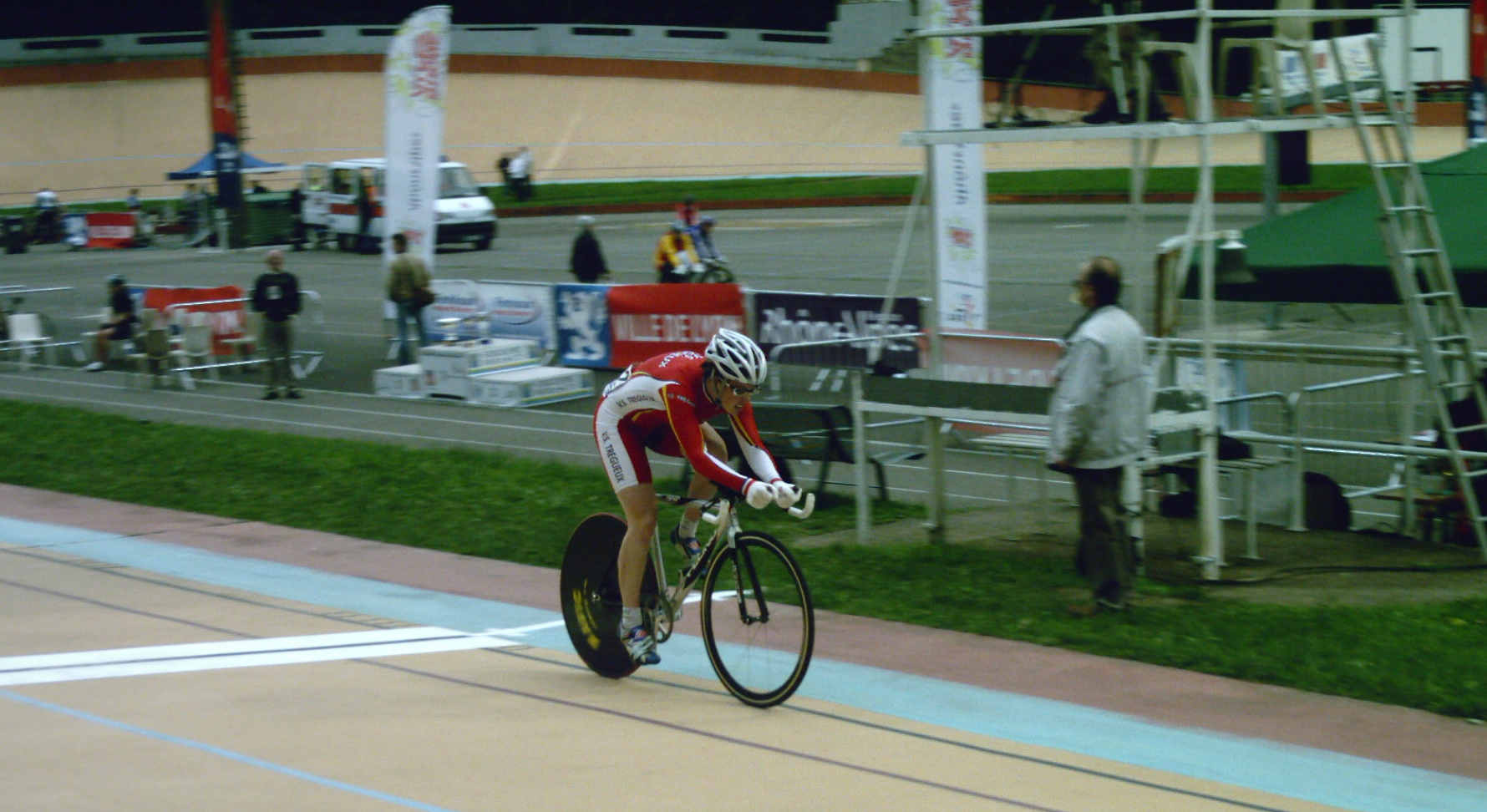
Una ciclista impegnata nella prova dei 500 metri

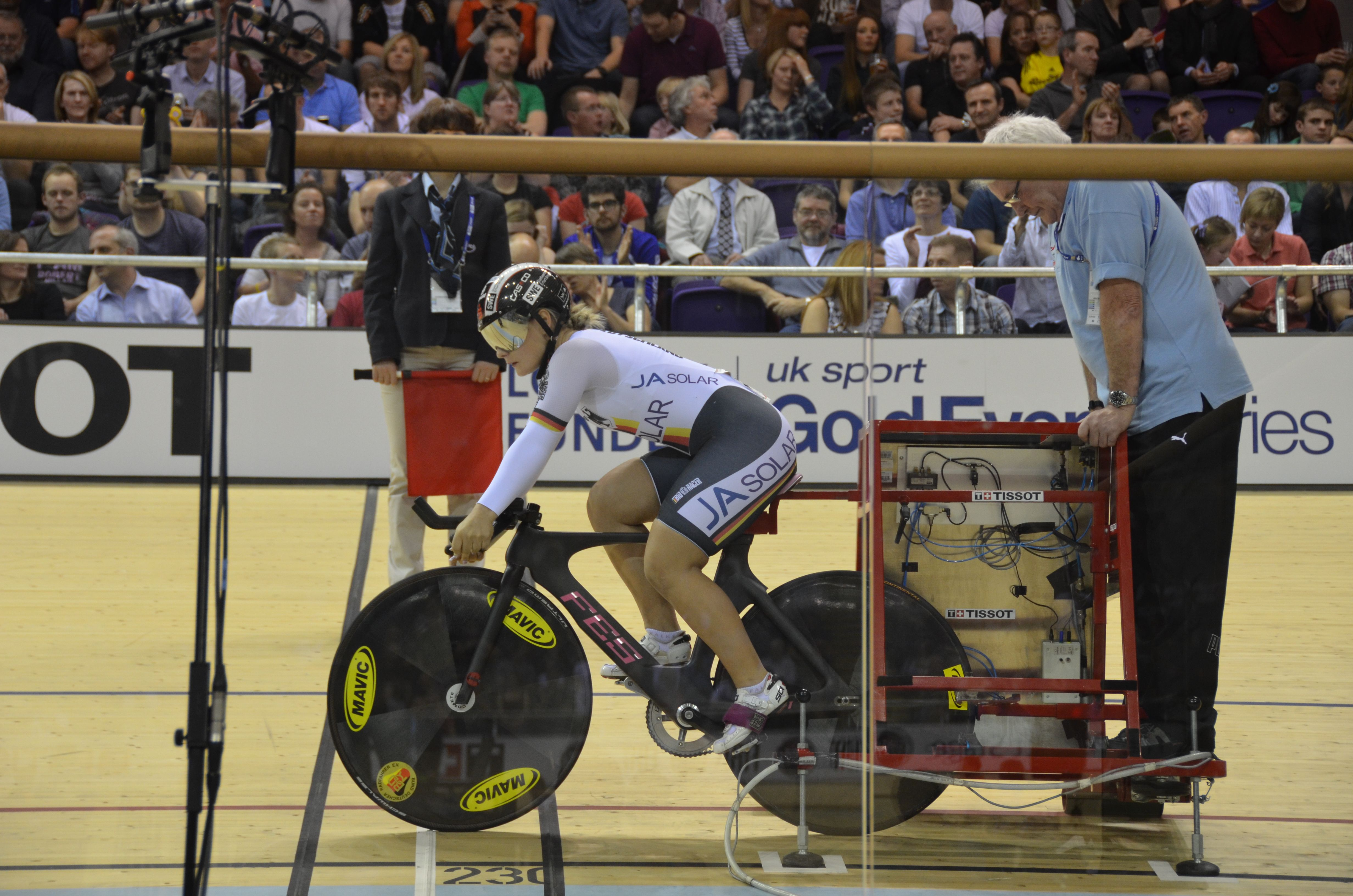
Una ciclista sulla linea di partenza

La corsa a cronometro è una specialità del ciclismo su pista: ciascun corridore, partendo da fermo e gareggiando individualmente, deve coprire una distanza prefissata nel minor tempo possibile; nella versione maschile la distanza è di un chilometro, e per questo la gara è anche nota come "chilometro a cronometro" o "chilometro da fermo"; nella versione femminile la distanza è ridotta a 500 metri.
I ciclisti scendono in pista secondo l'ordine stabilito dai commissari di gara, e hanno a disposizione un solo tentativo; la classifica finale verrà stilata quando tutti hanno disputato la prova. In caso di falsa partenza o caduta, l'atleta coinvolto ha comunque la possibilità di ricominciare la prova. I ciclisti partono, come detto, da fermi: un tempo erano dei commissari di gara a sostenerli al momento della partenza, mentre oggi si utilizzano degli appositi blocchi.
Questa specialità, una delle più veloci del programma su pista, esalta la forza esplosiva dei ciclisti, che nel breve spazio di un minuto (trenta secondi circa se si coprono i 500 metri) completano il percorso di gara nonostante la partenza da fermi. Le velocità finali arrivano a superare i 70 chilometri orari. Queste punte di velocità, tuttavia, vengono realizzate con rapporti in genere non lunghissimi: si renderebbe altrimenti troppo difficoltosa la partenza (le biciclette da pista sono infatti a scatto fisso per ridurre gli attriti).
Il record del mondo maschile sul chilometro, 55"433, è stato stabilito il 31 ottobre 2023 ad Aguascalientes dall'olandese Jeffrey Hoogland; quello dei 500 metri femminili, 32"268, è stato realizzato dalla messicana Jessica Salazar il 7 ottobre 2016 sempre ad Aguascalientes.